# Fernando A. de Terry, S.A.
Fernando A. de Terry, S.A. es una bodega dedicada tradicionalmente al mundo de los vinos, bebidas espirituosas, y brandies, situada en El Puerto de Santa María, Cádiz, España. Los vinos y brandies que se elaboran en sus bodegas, están amparados bajo la Denominación de Origen Jerez-Xérès-Sherry, y la Denominación especifica de Brandy de Jerez.

## Las Marcas
Son propietarios de marcas como Brandy 1900, Brandy Centenario, la marca de brandy líder en España elaborado exclusivamente con aguardientes de vino por el tradicional sistema de soleras y criaderas.

## Los caballos cartujanos de Terry
En el año de 1948, la familia Terry -originaria de Irlanda- se hizo con una punta de sus famosos caballos cartujanos (el anuncio de la mujer extranjera rubia, a lomos del caballo Descarado, hizo época en el mundo de la publicidad), el museo de Carruajes, el Guadarnés y las Cuadras o Caballerizas donde se encuentran ejemplares de la ganadería del Hierro del Bocado, algunos de ellos multicampeones.

## Historial de ventas y adquisiciones
La Bodega Fernando A. de Terry, S.A. pertenece a Beam Global España S,A., filial de Beam Global Spirits & Wine Inc., el cuarto mayor grupo mundial en la elaboración y comercialización de bebidas espirituosas, que a su vez es la división de vinos y licores de Fortune Brands. Esta bodega fue comprada a Pernord Ricard, propietaria de los antiguos negocios de Allied Domecq España, empresa que había comprado la Bodega Pedro Domecq, S.A. y que a su vez adquiriera al entramado de empresas de Rumasa, las bodega que fundara la familia Terry.